# Puig Pujau
El Puig Pujau és una muntanya de 475 metres que es troba al municipi de Cabanelles, a la comarca catalana de l'Alt Empordà.